# ۳۵۷ (میلادی)
۳۵۷ (میلادی) سیصد و پنجاه و هفتمین سال تقویم میلادی است.

## درگذشتگان
‎